# 弗傑泰申島

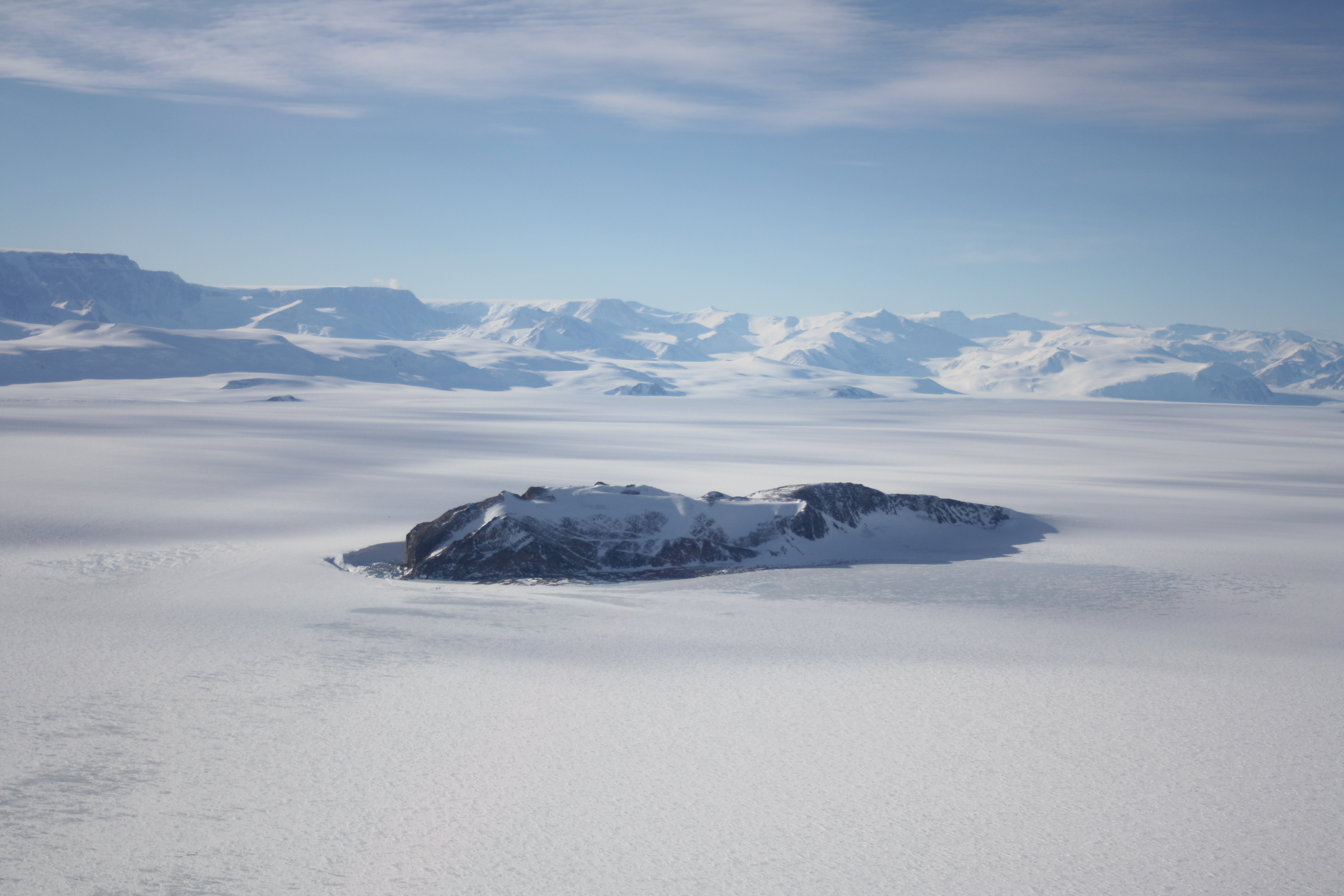
弗傑泰申島

弗傑泰申島（英語：Vegetation Island），是南極洲的島嶼，位於維多利亞地的斯科特海岸，處於難以形容島以北3.7公里，由英國探險隊發現，現時由南極條約體系管理。